# سقف سخت

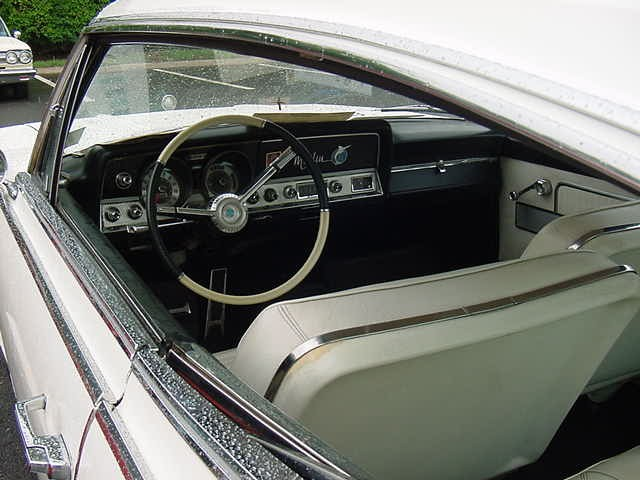
رامبلر مارلین ۱۹۶۵، یک خودروی سقف سخت بدون ستون

سقف سخت یا هاردتاپ (انگلیسی: Hardtop) نوع سخت از سقف خودرو است که در خودروهای امروزی بیشتر از فلز ساخته می‌شود. یک سقف سخت می‌تواند ثابت یا کروکی جهت نگهداری جداگانه، یا جمع‌شونده درون خود خودرو باشد.
سقف سخت بدون ستون (که غالباً با نام سادهٔ «سقف سخت» به آن اشاره می‌شود) نوعی طرح بدنه برای خودروها است که فاقد ستون بی بوده و معمولاً به‌گونه‌ای طراحی شده‌اند که شمایل آن‌ها مشابه خودروهای کروکی باشد.